# Cent sept martyrs d'Angleterre et du pays de Galles
Pour un article plus général, voir Martyrs d'Angleterre et du pays de Galles.
Les Cent-sept martyrs d'Angleterre et du pays de Galles, également connus sous le nom de Thomas Hemerford et Cent-six compagnons martyrs, sont un groupe de membres du clergé (y compris des religieux) et de laïcs catholiques anglais et gallois (pour trois d'entre eux) exécutés pour trahison et délits en Angleterre et au pays de Galles entre 1541 et 1680. Ils sont considérés comme des martyrs par l'Église catholique romaine et ont été béatifiés le 15 décembre 1929 par le pape Pie XI. Bien que commémorés ensemble le 4 mai, ils le sont aussi séparément, dans le diocèse de leur naissance, au jour anniversaire de leur mort. Certains furent par ailleurs canonisés en 1970 par le pape Paul VI et sont aussi commémorés le 25 octobre avec les dits quarante martyrs d'Angleterre et du pays de Galles. Certains enfin apparaissent dans la liste des dits martyrs de Douai.

## Liste des martyrs
Dans la liste ci-dessous, les martyrs ainsi béatifiés sont classés par ordre alphabétique de leurs noms de famille. Certains apparaissent avec leur prénom francisé.
1. Henry Abbot
2. John Amias
3. Robert Anderton
4. William Andleby
5. Ralph Ashley
6. Thomas Aufield
7. Christopher Bales
8. Mark Barkworth
9. William Barrow
10. Jacques Bell
11. James Bird (or Byrd or Beard)
12. John Bodey
13. Thomas Bosgrave
14. William Brown
15. Christopher Buxton
16. Edward Campion (de son vrai nom Gerard Edwards)
17. John Carey
18. Edmund Catherick
19. James Claxton (Clarkson)
20. Édouard Coleman (ou Colman)
21. Ralph Corbie
22. John Cornelius
23. Ralph Crockett
24. Robert Dalby
25. William Dean
26. Francis Dickenson
27. Roger Dicconson
28. James Duckett
29. John Duckett
30. Thomas Felton
31. James Fenn
32. John Fenwick
33. John Finch
34. William Freeman
35. Edward Fulthrop
36. John Gavan
37. Miles Gerard
38. George Gervase
39. David Gonson (ou bien Gunston)
40. Hugh Green
41. John Grove
42. William Gunter
43. William Harrington
44. William Hartley
45. Thomas Hemerford
46. Richard Herst
47. John Hewitt
48. Sydney Hodgson
49. Thomas Holford
50. Thomas Holland
51. Laurence Humphreys (ou bien Humphrey)
52. John Ingram
53. John Ireland
54. Guillaume Ireland
55. Edward James
56. Edward Jones (en)
57. Brian Lacey
58. Richard Langhorne
59. Richard Langley
60. Richard Leigh (en)
61. John Lockwood
62. William Marsden
63. Richard Martin
64. John Mason
65. Thomas Maxfield
66. Anthony Middleton
67. Ralph Milner
68. Hugh More
69. Robert Morton
70. John Munden
71. George Napper (alias Napier)
72. Richard Newport
73. John Nutter
74. Edward Oldcorne (en)
75. Thomas Tichborne
76. William Patenson
77. John Pibush
78. Thomas Pickering
79. Philip Powell
80. Alexandre Rawlins
81. Thomas Reynolds
82. William Richardson
83. John Robinson
84. John Roche
85. Patrick Salmon
86. Maurus Scott (ou encore William Scot)
87. Edward Shelley
88. John Slade
89. Jean Roberts
90. John Speed
91. William Howard
92. Edward Stransham
93. Robert Sutton
94. John Ingram
95. Thomas Thwing
96. Thomas Tunstall
97. Anthony Turner
98. Thomas Warcop
99. William Ward
100. Édouard Waterson
101. Robert Watkinson
102. William Way (alias May or Flower)
103. Thomas Welbourne
104. Thomas Whitbread
105. Robert Widmerpool
106. Robert Wilcox
107. Peter Wright

## Source
- (en) Cet article est partiellement ou en totalité issu de l’article de Wikipédia en anglais intitulé « One Hundred and Seven Martyrs of England and Wales » (voir la liste des auteurs).